# Типология словарей
«Типоло́гия слова́рей» — классификация типов словарей, справочников и энциклопедий. Тип отдельного словаря определяется основной информацией, которую он содержит, его общим назначением.

## Типология противопоставлений
Первым в российской науке к проблеме типологии словарей обратился Л. В. Щерба. Он предложил классификацию словарей, в основе которой лежат 6 противоположений:

Энциклопедический словарь

1. Словарь академического типа — словарь-справочник. Словарь академического типа является нормативным, описывающим лексическую систему данного языка: в нём не должно быть фактов, противоречащих современному употреблению. В противоположность академическим словарям словари-справочники могут содержать сведения о более широком круге слов, выходящих за границы нормативного литературного языка.
2. Энциклопедический словарь — общий словарь. Противопоставление энциклопедических (описывают вещь, реалию) и лингвистических словарей (описывают слова).
3. Тезаурус — обычный (толковый или переводной) словарь. Тезаурусами считаются словари, в которых приводятся все слова, встретившиеся в данном языке хотя бы один раз.
4. Обычный (толковый или переводной) словарь — идеологический (идеографический) словарь. В идеологическом словаре слова должны идти по порядку.
5. Толковый словарь — словарь с толкованиями слов.
6. Исторический словарь — неисторический словарь.

## Лингвистические и энциклопедические словари
Особого внимания заслуживает разграничение лингвистических (прежде всего толковых) и энциклопедических словарей, которое, в первую очередь, заключается в том, что в энциклопедических словарях описываются понятия (в зависимости от объёма и адресата словаря даётся более или менее развёрнутая научная информация), в толковых — лингвистические значения. В энциклопедических словарях много словарных статей, в которых заголовочным словом являются имена собственные.
Пример словарной статьи из лингвистического словаря:
СУРОК, -р к а, м. Небольшой грызун сем. беличьих, живущий в норах и зимой впадающий в спячку.
Пример словарной статьи из энциклопедического словаря:
СУРКИ, род млекопитающих сем. беличьих. Длина тела до 60 см, хвоста менее 1/2 длины тела. 13 видов, в Сев. полушарии (исключая пустыни и тундры); в России неск. видов. Объект промысла (мех, жир, мясо). Могут быть носителями возбудителя чумы. Нек-рые виды редки, охраняются.

## Энциклопедии
Высказывается точка зрения:
«Энциклопедия — не словарь и не имеет отношения к лексикографии. Единственный повод считать её словарём — расположение обозначений описываемых реалий в алфавитном порядке».
Однако сегодня лексикографы всё чаще склоняются к иной точке зрения: «Главный „герой“ лингвистического словаря — слово, главное „действующее лицо“ словаря энциклопедического — вещь, реалия с её параметрами. Лингвисты описывают бытие слов, их форм и значений, авторы энциклопедий систематизируют бытие действительности с её вещами, обладающими пространственно-временными и прочими характеристиками. Но два эти бытия не изолированы друг от друга, и на деле лингвисты всегда вынуждены касаться проблем вещей, а „энциклопедисты“ — проблем слов. Граница между „словами“ и „вещами“, проходящая в нашем сознании, условна, а подчас и неуловима».

## Типологические признаки лингвистических словарей
Различают следующие лингвистические словари:
- С точки зрения отбора лексики.
  - Словари тезаурусного типа
  - Словари, в которых лексика отбирается по определённым параметрам
    - по сфере употребления
      - разговорный
      - просторечный
      - диалектный
      - арго
      - терминологический
      - поэтической лексики
      - и т. п.

    - исторической перспективе
      - архаизмов
      - историзмов
      - неологизмов

    - происхождению
      - иностранных слов
      - интернационализмов

    - характеристике типов слов
      - сокращений
      - ономастические
      - окказионализмов

    - источнику
      - словари отдельных авторов
- С точки зрения раскрытия отдельных аспектов (параметров) слова
  - этимологические
  - грамматические
  - орфографические
  - орфоэпические
  - словари служебных слов
  - и т. п.
- С точки зрения раскрытия системных отношений между словами
  - гнездовые
  - словообразовательные
  - омонимические
  - паронимические словари (план выражений)
  - синонимические, антонимические словари (план содержания).
- с точки зрения выбора единицы описания
  - морфем
  - корней
  - аффиксов
  - сочетаний
  - фразеологизмов
  - цитат
  - и т. п.
- С точки зрения описания отдельного диахронического среза
  - исторические
  - разных эпох современного языка
- С точки зрения функционального аспекта
  - по частотности
    - частотные
    - редких слов

  - по стилистическому использованию
    - метафор
    - эпитетов
    - сравнений
    - экспрессивной лексики

  - по нормативной характеристике
    - трудностей
    - правильностей
- По направлению изложения материала
  - исходя из формы
    - обратные
    - рифм

  - исходя из содержания
    - идеографические
    - тематические

## Современные словари русского языка
- толковые словари
- терминологические словари
- словари неологизмов
- динамические словари
- словари иностранных слов
- словарь переводческих терминов
- словари синонимов
- словари антонимов
- словари омонимов
- словари паронимов
- словари новых слов
- словари «Новое в русской лексике»
- фразеологические словари
- словари «крылатых слов» (типологически связаны с предыдущими)
- идеографические словари
- ассоциативные словари
- грамматические словари
- иллюстрированные словари
- словари сочетаемости
- словари эпитетов
- словари обсценной лексики (вульгарной, ненормативной, грубо-просторечной)
- словари арго
- словообразовательные словари
- орфографические словари
- орфоэпические словари
- словари рифм
- «обратные словари»
- словарь переводчика
- словарь общеупотребительных слов и словосочетаний в научно-технической литературе
- словари трудностей русского языка
- словари редких и устаревших слов
- словари сокращений
- словари языка писателей
- этимологические словари
- исторические словари
- диалектные словари
- словари субстандартной лексики
- словари детской речи
- антропонимические словари
- топонимические словари
- лингвострановедческие словари
- лингвокультурологические словари
- частотные словари
- комплексные учебные словари
- словари лингвистических терминов
- словари ударений
- переводные словари
- одноязычные словари
- двуязычные словари
- двуязычные словари лексических параллелей
- многоязычные словари
- сводный словарь русской лексики
- словари молодёжного жаргона
- словари профессионального жаргона
- тематические словари
- специальные словари
- словари под грифом ДСП (для служебного пользования)